# Малофеев, Иван Филиппович
Иван Филиппович Малофеев (1916—1975) — подполковник Советской Армии, участник Великой Отечественной войны, Герой Советского Союза (1945).

## Биография
Иван Малофеев родился 31 июля 1916 года в селе Турдей (ныне — Воловский район Тульской области). После окончания семи классов школы и двух курсов педагогического техникума работал учителем. В 1937—1940 годах проходил службу в Рабоче-крестьянской Красной Армии, участвовал в польском походе и советско-финской войне. В 1940 году Малофеев окончил курсы заместителем политруков. С июля 1941 года — на фронтах Великой Отечественной войны.
К январю 1945 года гвардии майор Иван Малофеев был парторгом 4-го гвардейского стрелкового полка 6-й гвардейской стрелковой дивизии 13-й армии 1-го Украинского фронта. Отличился во время освобождения Польши. 26 января 1945 года Малофеев с передовым отрядом переправился через Одер в районе местечка Тарксдорф к югу от города Штейнау (ныне — Сцинава) и принял активное участие в боях за захват и удержание плацдарма на его западном берегу.
Указом Президиума Верховного Совета СССР от 10 апреля 1945 года гвардии майор Иван Малофеев был удостоен высокого звания Героя Советского Союза с вручением ордена Ленина и медали «Золотая Звезда».
После окончания войны Малофеев продолжил службу в Советской Армии. В 1948 году он окончил курсы усовершенствования офицерского состава, в 1952 году — курсы политсостава. В 1957 году в звании подполковника Малофеев был уволен в запас. Проживал в городе Борисове Минской области Белорусской ССР, работал на заводе. Скончался 5 декабря 1975 года.
Был также награждён орденом Красного Знамени, двумя орденами Отечественной войны 1-й степени, двумя орденами Красной Звезды, рядом медалей.